# Romano Calò
Romano Calò (Roma, 6 maggio 1883 – Lugano, 17 agosto 1952) è stato un attore e regista radiofonico italiano, attivo dall'epoca del cinema muto.

## Biografia
Proveniente da una famiglia di magistrati, viene avviato a studi universitari, però la passione per l'arte prende il sopravvento.
Durante i primi anni del XX secolo lavora per la compagnia drammatica del teatro moderno con Italy Corsari ed Enzo Gainotti sotto la direzione di Luigi Antonelli
Insieme a Letizia Bonini fonda, nel 1934, la compagnia degli spettacoli gialli, dirigendola. In essa confluiscono negli anni 30 diversi attori dell'epoca fra cui Nino Crisman Nella Maria Bonora
In Italia durante gli anni 1929 e 1931 si doveva eliminare il sonoro nei film, in quell'epoca per superare tale inconveniente si ricorse a molti stratagemmi, fra i tanti l'attore Romano Calò partecipò ad uno dei più curiosi: venivano aggiunte delle scene e gli attori italiani raccontavano ciò che gli altri attori americani si erano detti poco prima.

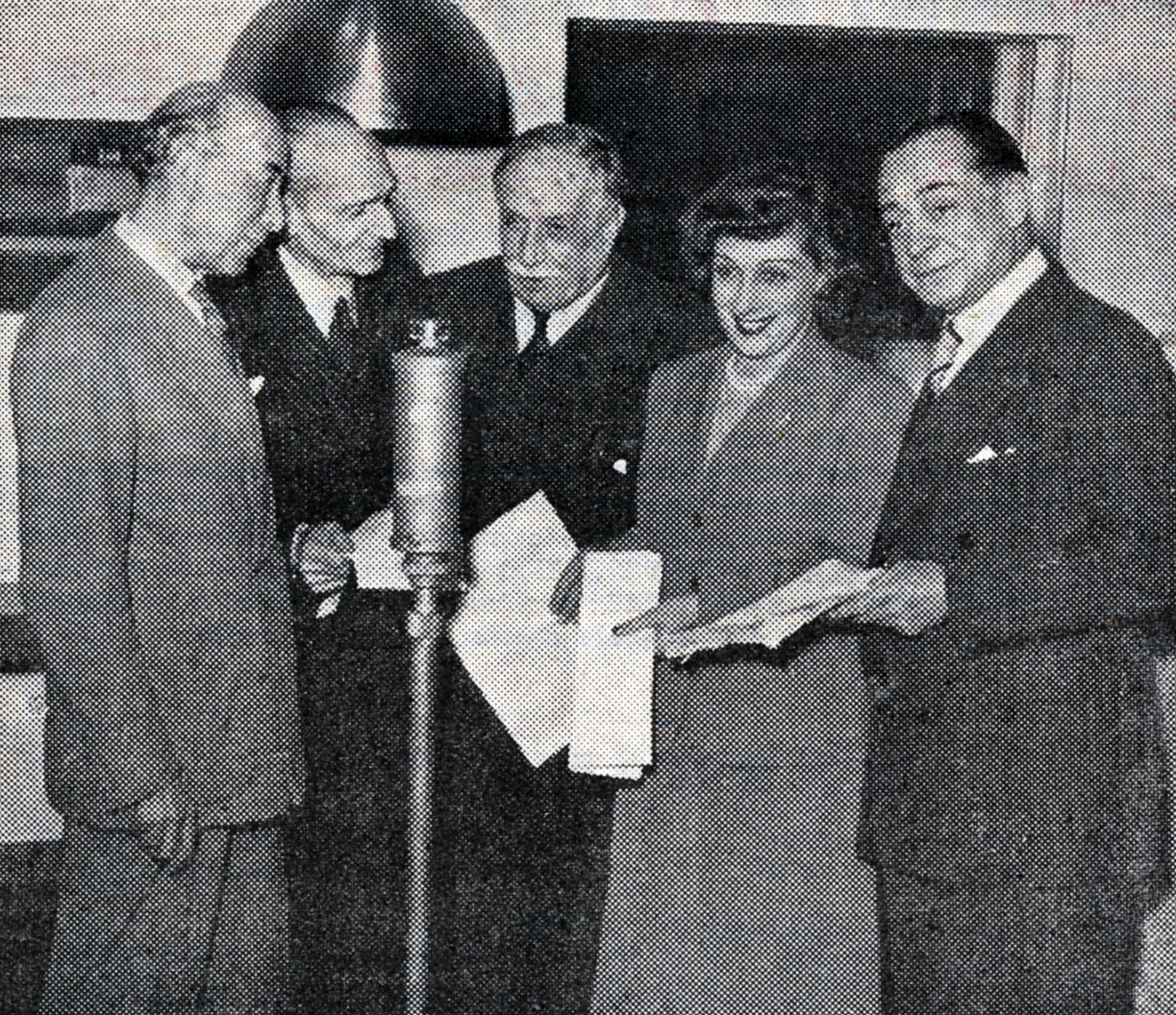
A Radio Monteceneri Romano Calò, Lucio Ridenti, Renato Simoni, Andreina Pagnani, Marcello Giorda durante una trasmissione in lingua italiana nel 1950

Nel dopoguerra si trasferisce in Svizzera e collabora con Tino Erler alla radio Monteceneri, mette in onda diverse opere di prosa in lingua italiana con la partecipazione di diversi attori italiani, tra cui Liliana Feldmann, Andreina Pagnani, Renato Simoni, Marcello Giorda.

## Prosa radiofonica
- EIAR
- Il testimone silenzioso di Jacques De Leon e Jacques Célestin, regia di Romano Calò, trasmessa il 26 febbraio 1933.
- Musica di foglie morte di Rosso di San Secondo, regia di Aldo Silvani, trasmessa il 12 novembre 1939.
- La ballata del grande invalido di Ernesto Caballo, regia di Aldo Silvani, trasmessa il 15 novembre 1939.
- Urashima Tarò, leggenda giapponese di Emidio Mucci, regia di Aldo Silvani, trasmessa il 7 gennaio 1940
- Una domanda di matrimonio, commedia di Anton Cecov, regia di Aldo Silvani, trasmessa il 27 gennaio 1940
- Il barone è servito, commedia di Diego Calcagno e Lodovico Greco, regia di Aldo Silvani, trasmessa il 19 febbraio 1940

- RAI
- Il gioco delle parti, commedia di Luigi Pirandello, regia di Enzo Ferrieri, trasmessa il 8 ottobre 1947
- Incontri, di Tullio Pinelli, regia di Enzo Ferrieri,  trasmessa il 29 gennaio 1948.
- Mirra di Vittorio Alfieri, regia di Enzo Ferrieri, trasmessa il 13 gennaio 1949.
- Aurelia di Giuseppe Lanza, regia di Enzo Ferrieri, trasmessa l'11 luglio 1949.
- Tragedia d'amore, di Gunnar Heiberg, regia di Enzo Ferrieri, trasmessa il  21 luglio 1949.

## Filmografia

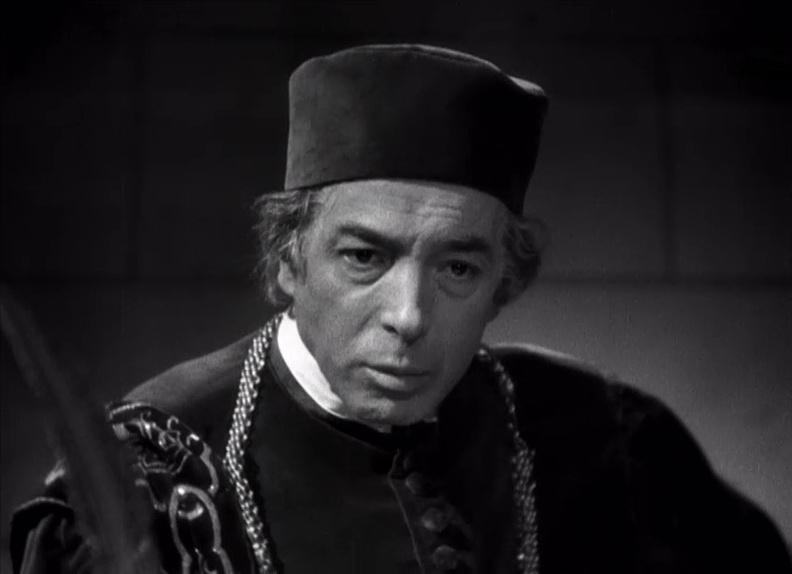
Romano Calò ne Il bravo di Venezia (1941)

- Il bacio di Cirano, regia di Carmine Gallone (1919)
- Ma non è una cosa seria, regia di Augusto Camerini (1921)
- La straniera, regia di Amleto Palermi e Gaston Ravel (1930)
- La donna di una notte, regia di Amleto Palermi (1931)
- Acciaio, regia di Walter Ruttmann (1933)
- Il treno delle 21,15, regia di Amleto Palermi (1933)[4]
- L'anonima Roylott, regia di Raffaello Matarazzo (1936)
- Gli ultimi giorni di Pompeo, regia di Mario Mattoli (1937)
- I fratelli Castiglioni, regia di Corrado D'Errico (1937)
- Il conte di Bréchard, regia di Mario Bonnard (1938)
- Il diario di una stella, regia di Mattia Pinoli e Domenico Valinotti (1940)
- Il bravo di Venezia, regia di Carlo Campogalliani (1941)
- La primadonna, regia di Ivo Perilli (1943)
- L'ultima speranza, regia di Leopold Lindtberg (1945)